# Януш Стойчев
Януш Стойчев Ангелов е български общественик, политик и търговец.

## Биография
Стойчев е роден около 1875 година в град Петрич в занаятчийско семейство. Баща му Стойчо Ангелов е един от уважаваните майстори от кундуро-папукчийския еснаф в града и дългогодишен член на неговото настоятелство. Стойчев усвоява обущарския занаят и от 1898 година е майстор и редовен член на еснафа. През 1908 – 1909 година е избран за негов председател.  Замогва се с търговия и през 1908 година закупува собствен магазин.
След 1909 година се включва активно в дейността на Съюза на българските конституционни клубове и е избран за председател на петричкия клуб. Стойчев е сред делегатите на Втория конгрес на съюза, състоял се през август 1909 година в Солун.
При освобождението на Петрич през октомври 1912 година по време на Балканската война е избран в първата българска администрация за помощник кмет, а в края на 1912 и началото на 1913 година за кратко е кмет на града.
След 1912 година Стойчев продължава да развива търговска дейност. Занимава се с изкупуване на тютюни и търговия със строителни материали. През 1925 година във връзка с Петричкия инцидент от името на гражданството, Стойчев и други общественици от града, подписват благодарствено писмо до войводата Георги Въндев. Член е на Демократическата партия.
Името „Януш Стойчев“ носи улица в Петрич.